# Квінт Фабій Бутеон (претор 196 року до н. е.)
Квінт Фабій Бутеон (лат. Quinctus Fabius Buteo; ? — 196 до н. е.) — політичний та військовий діяч часів Римської республіки, претор 196 року до н. е.

## Життєпис
Походив з патриціанського роду Фабіїв. Син Марка Фабія Бутеона, консула 245 року до н. е. Про молоді роки немає відомостей. 
Розпочав свою кар'єру в період Другої Пунічної війни. У 203 році до н. е. увійшов до колегії авгурів. У 196 році до н. е. його обрано претором. Як провінцію отримав Дальню Іспанію. Того року почалося повстання іберійських племен. Під час придушення його Бутеон помер (можливо загинув у битві).